# Долішня Дибева
Долішня Ди́бева (болг. Долна Дъбева) — село в Пазарджицькій області Болгарії. Входить до складу общини Велинград.

## Населення
За даними перепису населення 2011 року у селі проживали 282 особи.
Національний склад населення села:
| Національність   | Кількість осіб | Відсоток |
| ---------------- | -------------- | -------- |
| турки            | 16             | 66,7%    |
| болгари          | 7              | 29,2%    |
| цигани           | 0              | 0%       |
| Всього відповіли | 24             |          |

Розподіл населення за віком у 2011 році:
Динаміка населення: